# Línea 510 (Escobar)
La Línea 510 es una línea de colectivos del Partido de Escobar. Une Matheu con el Río Luján.
La línea fue otorgada de forma precaria a la Compañía La Isleña S.R.L en diciembre del año 2012, cuando fue declarado en emergencia en materia de Transporte de Pasajeros, a través de las ordenanzas municipales 5042/2012 y 5063/2013, el tramo que cubre las calles Alborada y Av. Hipólito Yrigoyen (Ruta Provincial 25), la Estación Escobar y la Escuela 22 (cerca del Río Luján).
Desde finales del año 2013, es operada por la empresa La Nueva Metropol.

## Dirección
- Larrea 68, Belén de Escobar
- Teléfono: (0348) 448-0555

## Recorridos[6]

### Campo Chico - Escuela 22 por Saboya
- Ida: Escuela 22 y Camino Isleño (Puente Rio Luján), Ruta Provincial 25, Av. San Martin, Lamadrid, Libertad, Estrada, Sarmiento, Dr. Travi, Rivadavia, Spadaccini, Alberdi, Av. 25 de Mayo, Ruta Provincial 25, Víctor Manuel II, Conde Alberto, Ruta Provincial 25, Víctor Manuel II, Conde Alberto, Ruta Provincial 25, Los Naranjos, Juan B. Justo, España, Nazarre, Hipólito Irigoyen, Alborada.
- Vuelta: Alborada, Hipólito Yrigoyen, Nazarre, España, Juan B. Justo, Los Naranjos, Ruta Provincial 25, Conde Alberto, Víctor Manuel II, Ruta Provincial 25, Av. 25 de Mayo, Sarmiento, Rivadavia, Dr. Travi, Belgrano, Eugenia Tapia de Cruz, Av. San Martin, Ruta Provincial 25, Segovia, Ceferino Namuncurá, Segovia, Ruta Provincial 25, Escuela 22 y Camino Isleño.

### Campo Chico - Escuela 22 por Barrio Itatí
- Ida: Escuela 22 y Camino Isleño (Puente Rio Luján), Ruta Provincial 25, Av. Segovia, Ceferino Namuncurá, Segovia, Av. San Martin, Lamadrid, Libertad, Estrada, Sarmiento, Dr. Travi, Rivadavia, Spadaccini, Alberdi, Av. 25 de Mayo, Ruta Provincial 25, Los Naranjos, Juan B. Justo, España, Nazarre, Juan León, Belgrano, Márquez, Alvear, Bancalari hasta Chaco.
- Vuelta: Chaco y Bancalari por esta, Hipólito Irigoyen, Nazarre, España, Juan B. Justo, Los Naranjos, Ruta Provincial 25, Av. 25 de Mayo, Sarmiento, Rivadavia, Dr. Travi, Belgrano, Eugenia Tapia de Cruz, Av. San Martin, Ruta Provincial 25, Segovia, Ceferino Namuncurá, Segovia, Ruta Provincial 25, Escuela 22 y Camino Isleño.